# Chris Butler (wielrenner)
Christopher Butler (Hilton Head Island, 16 februari 1988) is een Amerikaans wielrenner die anno 2017 rijdt voor Caja Rural-Seguros RGA.

## Carrière
In 2016 behaalde Butler zijn eerste UCI-overwinning door de vierde etappe in de Ronde van Hongarije op zijn naam te schrijven. In deze rit, met aankomst in Kékestető, kwam hij met een voorsprong van 31 seconden op Gabriel Reguero solo als eerste over de eindstreep. Op 8 oktober werd bekend dat Butler een contract voor twee seizoenen had getekend bij Caja Rural-Seguros RGA.

## Overwinningen
2016
4e etappe Ronde van Hongarije

## Resultaten in voornaamste wedstrijden
| Jaar | Ronde van Italië | Ronde van Frankrijk | Ronde van Spanje |
| ---- | ---------------- | ------------------- | ---------------- |
| 2010 |                  |                     |                  |
| 2011 | opgave           |                     |                  |

| Jaar | Ronde van Lombardije |
| ---- | -------------------- |
| 2010 | opgave               |
| 2011 |                      |

## Ploegen
- 2010 –  BMC Racing Team (vanaf 16-4)
- 2011 –  BMC Racing Team
- 2012 –  Champion System Pro Cycling Team
- 2013 –  Champion System Pro Cycling Team
- 2014 –  Hincapie Sportswear Development Team
- 2015 –  Team SmartStop
- 2016 –  Cycling Academy Team
- 2017 –  Caja Rural-Seguros RGA